# Marcelo Miranda Soares
Marcelo Miranda Soares (Uberaba, 1º de dezembro de 1938) é um político brasileiro que serviu como prefeito eleito de Campo Grande em 1976 e nomeado governador de Mato Grosso do Sul em 1979, cargo que ocupou até 1980. Em 1986, foi eleito novamente governador do estado, servindo até 1991.
Em 1976 foi eleito prefeito de Campo Grande. Em 1979 foi nomeado governador de Mato Grosso do Sul, ficando no cargo até o ano seguinte. Em 1982 foi eleito senador. Em 1986 foi eleito governador de Mato Grosso do Sul.
Foi superintendente do Departamento Nacional de Infraestrutura de Transportes no  Mato Grosso do Sul, entre 2003 e 2012, quando foi demitido por não "observar as normas legais e regulamentares" e "levar ao conhecimento da autoridade superior as irregularidades de que tiver ciência em razão do cargo", após uma investigação mostrar alteração de quantitativos medidos em trechos rodoviários em contratos de conservação e manutenção com empreiteiras, o que teria causado, segundo a apuração, prejuízo aos cofres públicos. 